# Xylographus ceylonicus
Xylographus ceylonicus is een keversoort uit de familie houtzwamkevers (Ciidae). De wetenschappelijke naam van de soort werd in 1876 gepubliceerd door César Marie Félix Ancey.